# Giovanni Battista Nasalli Rocca di Corneliano
Giovanni Battista Nasalli Rocca di Corneliano (27. srpna 1872, Piacenza – 13. března 1952, Boloňa) byl italský římskokatolický duchovní, arcibiskup boloňský a kardinál.

## Život
Narodil se 27. srpna 1872 v Piacenze jako člen šlechtické rodiny hrabat Corneliano. Byl druhý ze třech dětí lékaře Pietro Nasalliho Rocca di Corneliano a Angioly roz. Bovarini. Roku 1880 přijal svátost biřmování z rukou biskupa Picenzy Giovanniho Battisty Scalabriniho (pozdější svatý). O rok později přijal první svaté přijímání. Byl prasynovcem kardinála Ignazia Nasalli-Rattiho a strýcem kardinála Maria Nasalli Rocca di Corneliano.
Svá studia zahájil roku 1881 v jezuitském Collegio Vida v Cremoně a poté v jezuitském Collegio Alessandro Luzzaga v Brescii. Roku 1888 získal církevní tonzuru a poté se vrátil do Piacenzy kde studoval v místním semináři. Roku 1890 získal první dvě nižší svěcení a o dva roky později další nižší svěcení. V říjnu 1891 odešel do Říma, kde studoval v Papežském lombardském semináři. Jeho spolužáky byly pozdější kardinálové Carlo Perosi a Luigi Sincero. Na Papežské univerzitě Gregoriana získal roku 1895 doktorát z teologie. Nakonec ho papež Lev XIII. povolal ke studiu diplomacie na Papežské církevní akademii. Byl také držitelem doktorátu z kanonického práva (1898).
Dne 8. června 1895 byl v katedrále v Piacenze biskupem Scalabrinim vysvěcen na kněze. Svou primici sloužil následující den v kostele svatého Petra apoštola a poté do roku 1896 působil v pastorační službě v diecézi Piacenza. Spolupracoval s biskupem bergamským Giacomem Radinim-Tedeschim na Katolické akci. Roku 1899 se stal pomocníkem apprendista Kongregace pro mimořádné církevní záležitosti.
Roku 1899 se také stal kanovníkem koadjutorem baziliky Panny Marie Sněžné v Římě a roku 1902 se stal jejím kanovníkem. Dne 5. května 1902 mu byl udělen titul Papežského domácího preláta a 31. května titul apoštolského protonotáře. Mezi roky 1903-1907 byl církevním asistentem Kruhu svatého Eusebia, jedné z nejpopulárnějších farností Říma.
Dne 25. ledna 1907 jej papež Pius X. ustanovil biskupem diecéze Gubbio. Biskupské svěcení přijal 10. února v bazilice Panny Marie Sněžné z rukou kardinála Vincenza Vannutelliho a spolusvětiteli byli arcibiskup Paolo Maria Barone a biskup Raffaele Virili.
Dne 6. prosince 1916 jej papež Benedikt XV. jmenoval titulárním arcibiskupem z Théb a papežským almužníkem Úřadu apoštolské charity. Stal se také kanovníkem baziliky svatého Petra.
Dne 9. prosince 1916 byl ustanoven asistentem u Papežského trůnu od června 1921 do roku 1926 byl generálním církevním asistentem Italské katolické mládeže.
Dne 21. listopadu 1921 jej papež Benedikt XV. jmenoval metropolitním arcibiskupem boloňským.
Dne 23. května 1923 jej papež Pius XI. na konzistoři jmenoval kardinálem. Jako titulární kostel mu byl přidělen Santa Maria in Traspontina. Kardinálský biret a titul mu byl předán 25. května 1923.
Dne 20. července 1923 byl papežským legátem na oslavách v Ceseně při příležitosti stého výročí smrti papeže Pius VII. a 21. ledna 1928 při příležitosti oslav Panny Marie "Ab Igne" ve Forli.
Dne 28. července 1937 celebroval v katedrále svatého Petronia v Boloni pohřební mši za politika Guglielma Marconiho.
Dne 12. února 1938 sloužil v Sixtinské kapli pontifikální mši při příležitosti 16. výročí od korunovace papeže Pius XI.
Dne 4. srpna 1946 byl papežským legátem při přenesení ostatků svatého Dominika.
Dne 31. května 1951 se stal kardinálem-protoknězem.
Zemřel 13. března 1952 ve 23:27 na infarkt. Poslední pomazání mu udělil arcibiskup ravennský Giacomo Lercaro a navíc získal speciální požehnání papeže Pia XII. Pohřební pontifikální mši sloužil kardinál Benedetto Aloisi Masella, pro-prefekt Kongrace pro disciplínu svátostí. Smuteční řeč přednesl arcibiskup Lercaro. Rozhřešení mu bylo uděleno čtyřmi biskupy z regionu Emilia-Romagna. Stát na pohřbu zastupoval ministr práce Leopoldo Rubinacci. Pohřben byl podle svého přání v kryptě svatyně Madonna di San Luca.